# بطنج جرماني

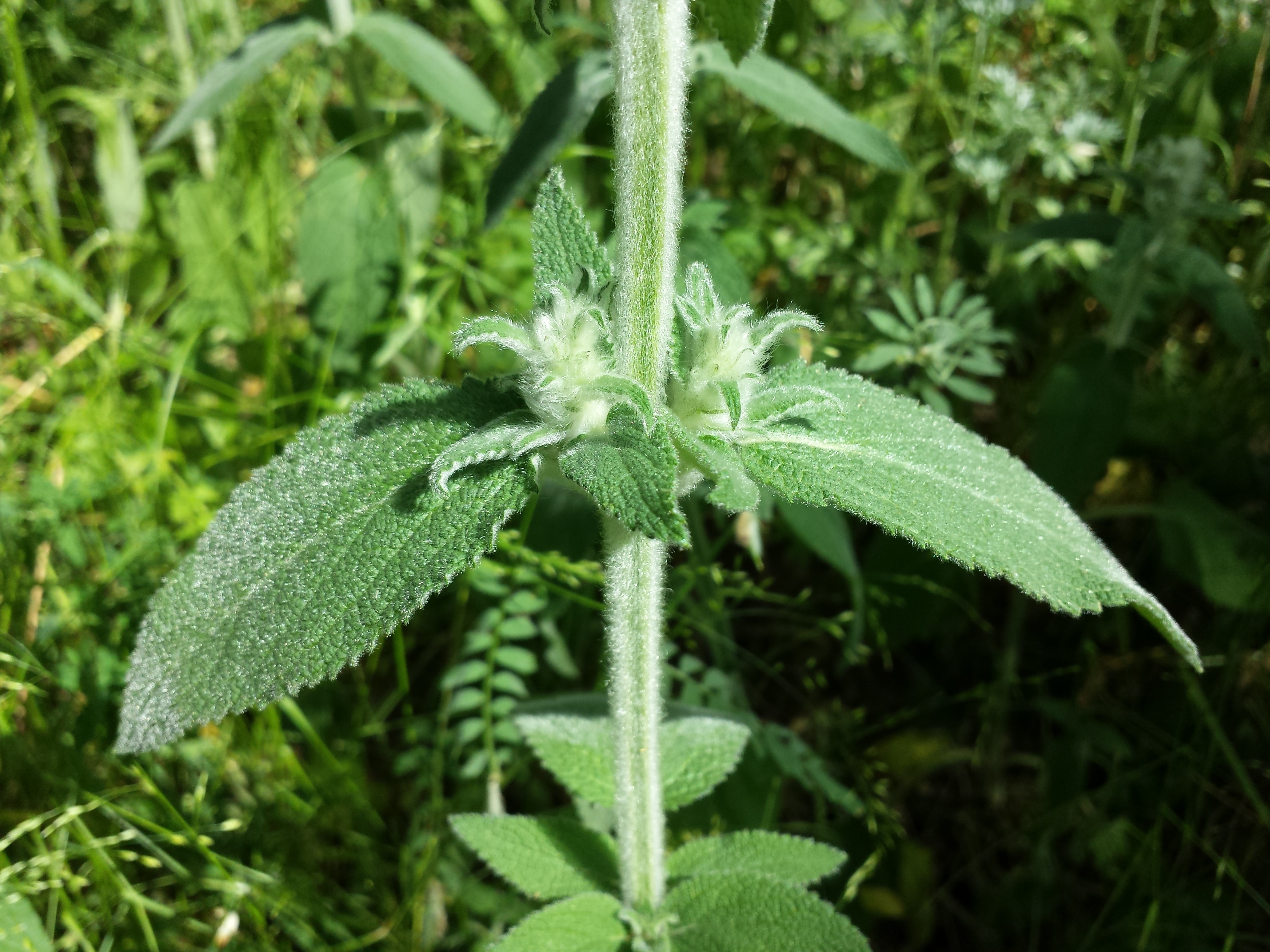
ساق بأوراق معاكسة

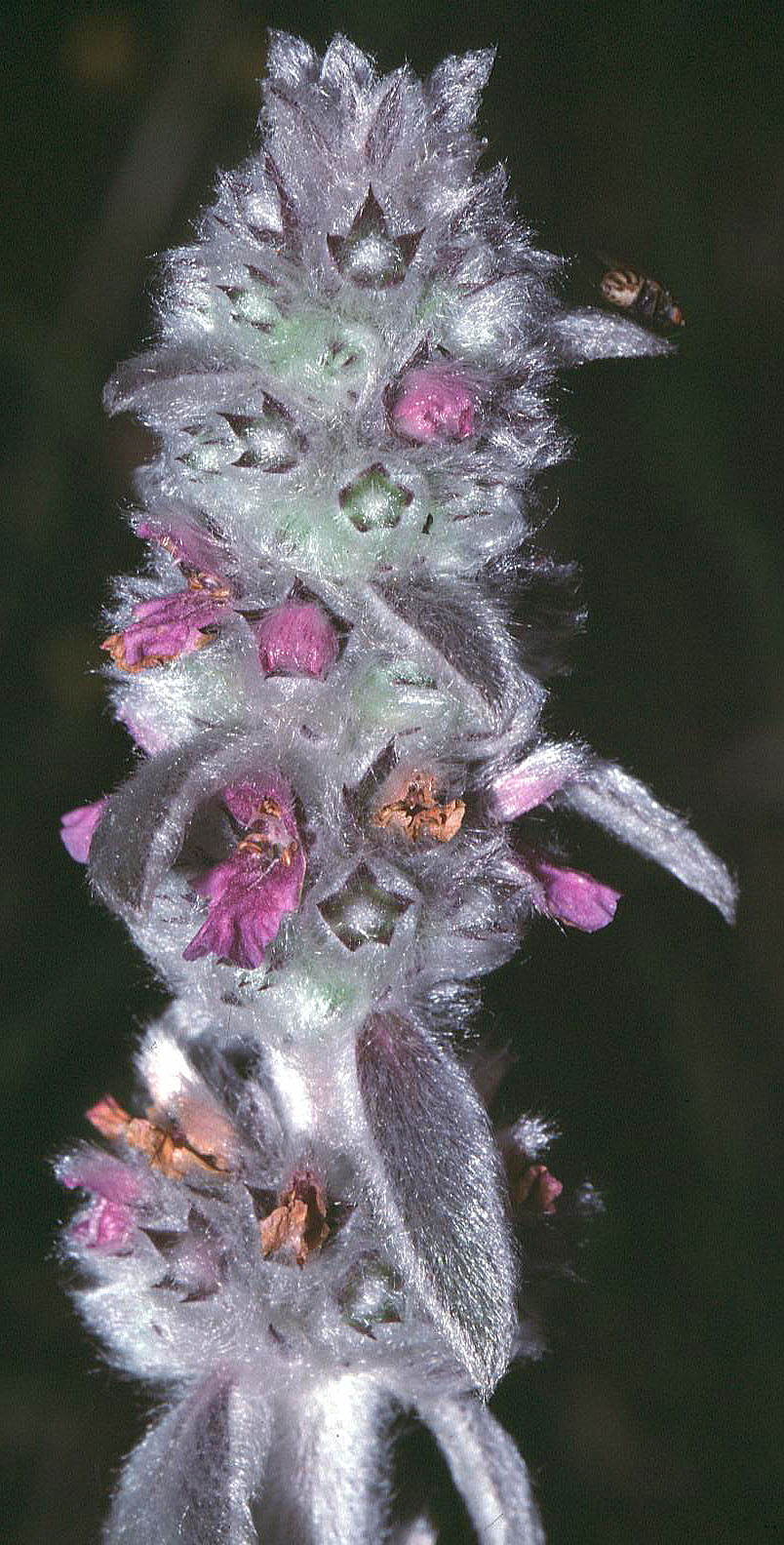
الإزهار

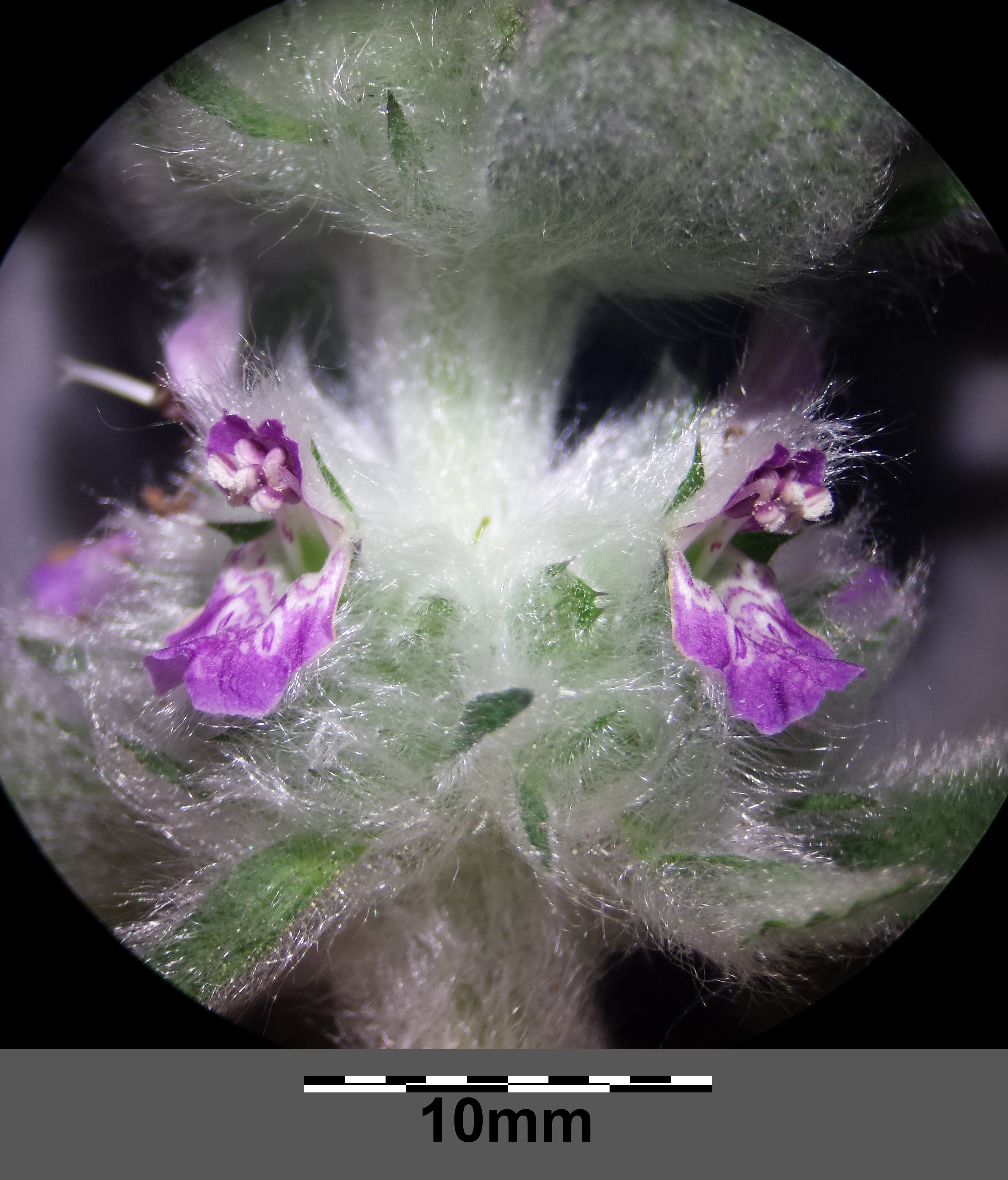

البطنج الجرماني أو السطاقس الجرماني أو القَارة أو الوَرْطُورة أحد الأنواع النباتية في الفصيلة الشفوية تُزهر من يونيو/حزيران إلى سبتمبر/أيلول.